# 埼玉県立川の博物館
 埼玉県立川の博物館  （さいたまけんりつ かわのはくぶつかん）は、埼玉県大里郡寄居町小園39番地にある、「川と水と人々のくらし」をテーマとした河川系博物館。
1997年8月1日に「埼玉県立さいたま川の博物館｣として開館した。2006年4月1日からは、県立博物館等の再編に伴い、長瀞町にある｢埼玉県立自然史博物館｣とともに｢埼玉県立自然と川の博物館｣として統合され、現在の名称となった。荒川をメインとした展示を主に行っている。博物館の入口には荒川の模型（荒川大模型173）があり、その隣には水を使ったアトラクション（わくわくランド）もある。公式略称はかわはく。
2008年4月1日から、指定管理者制度の導入に基づく入札により乃村工藝社が指定管理を行っている。

## 主な施設

### 本館内
- 第1展示室（常設展示）

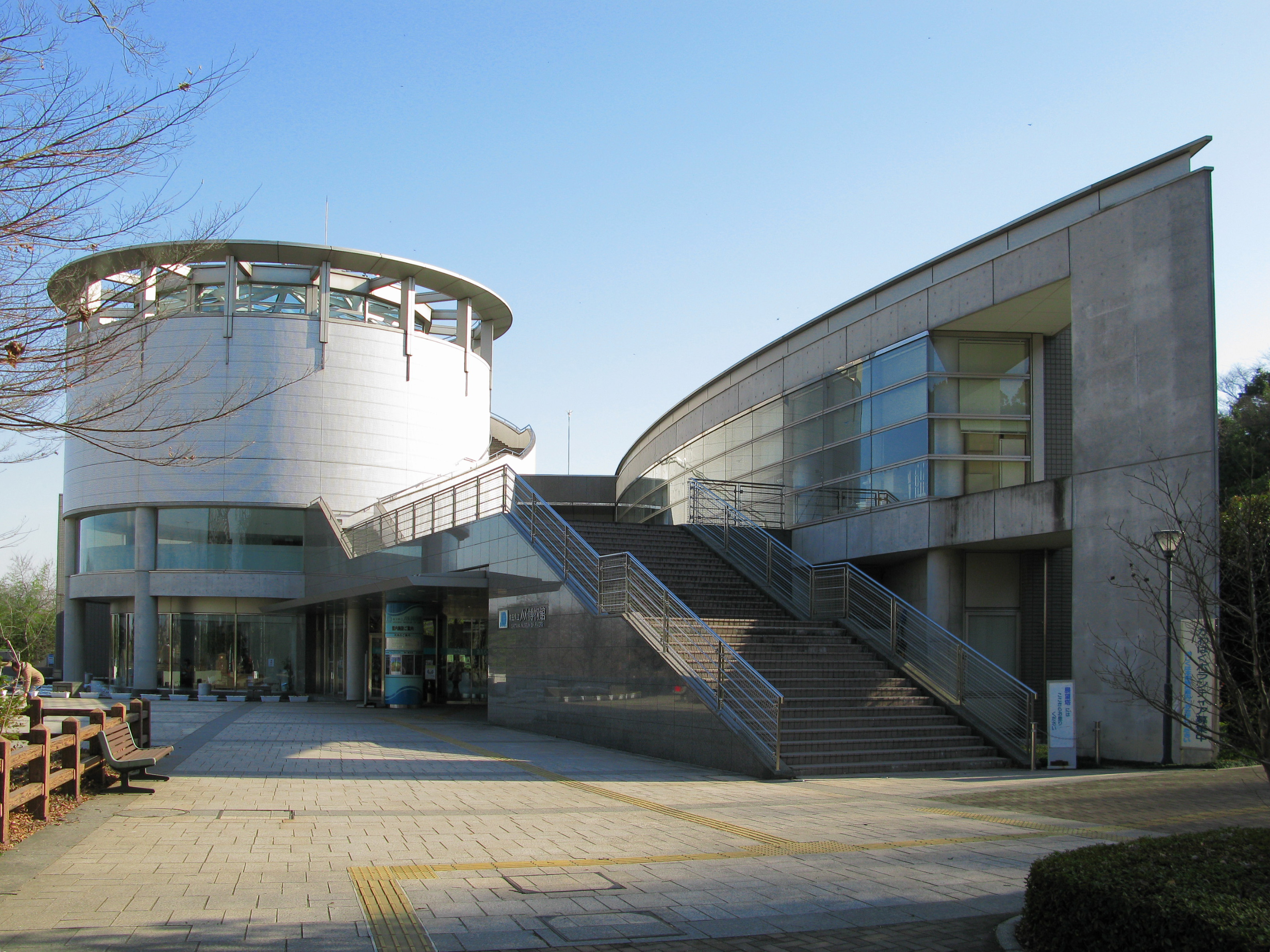
本館入口

  - ネイチャートンネル（旧荒川万華鏡）、3面パノラマ映像、鉄砲堰、ワークショップなど多数の展示コーナーがあって「荒川と人々のくらしの関わり」を紹介している。
- 第2展示室（特別展示／テーマ展示）
  - 川に関する文化や自然などをテーマに年数回の企画展示を行っている。
- 荒川情報局・図書コーナー
  - 河川や水とくらしに関する様々なことを知ることができる。
- アドベンチャーシアター
  - 3D映像とライドシミュレーターシアター（映像にあわせて座席が動くシアター）で川に関係する映像が楽しめる。

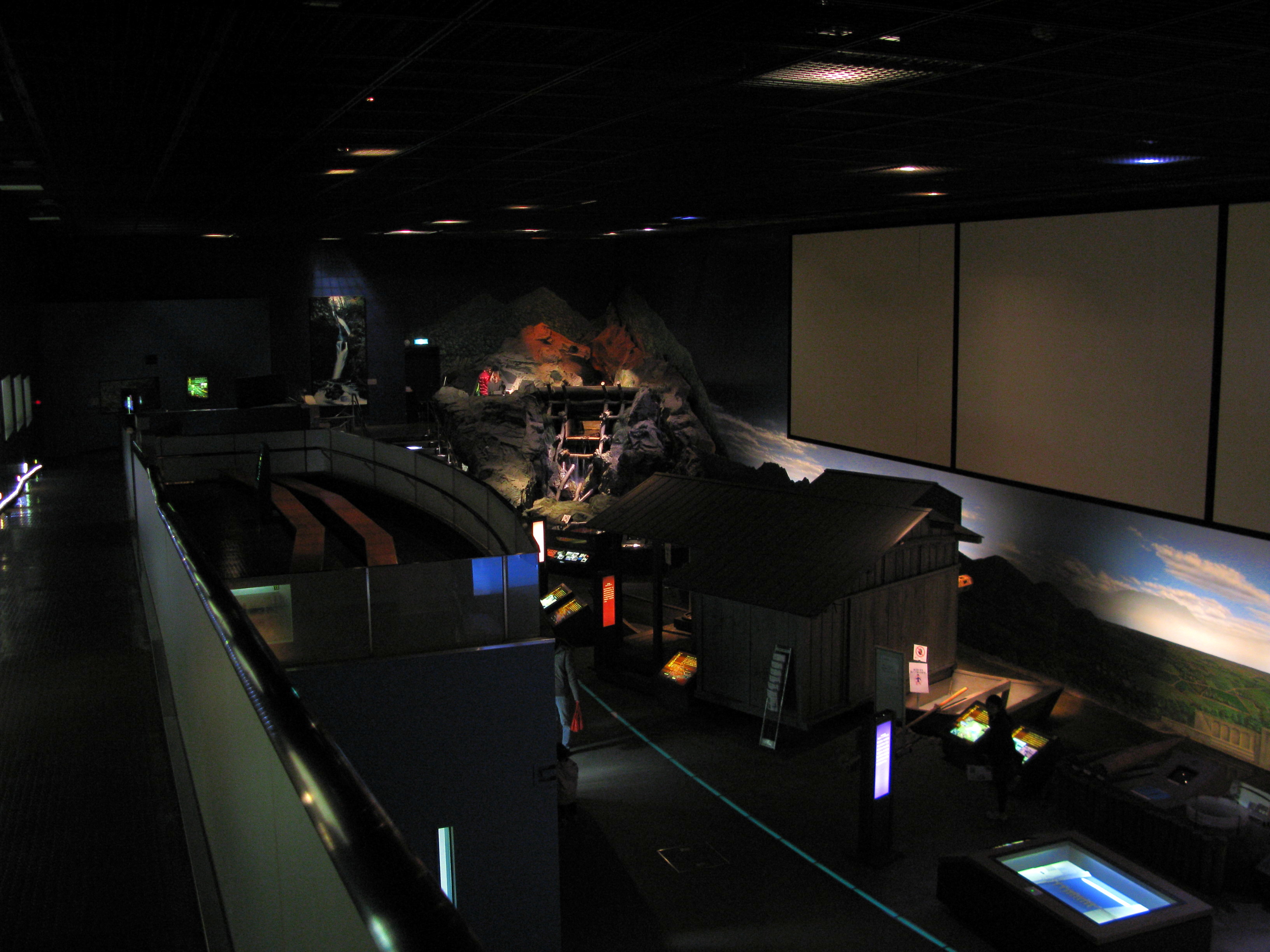
第1展示室
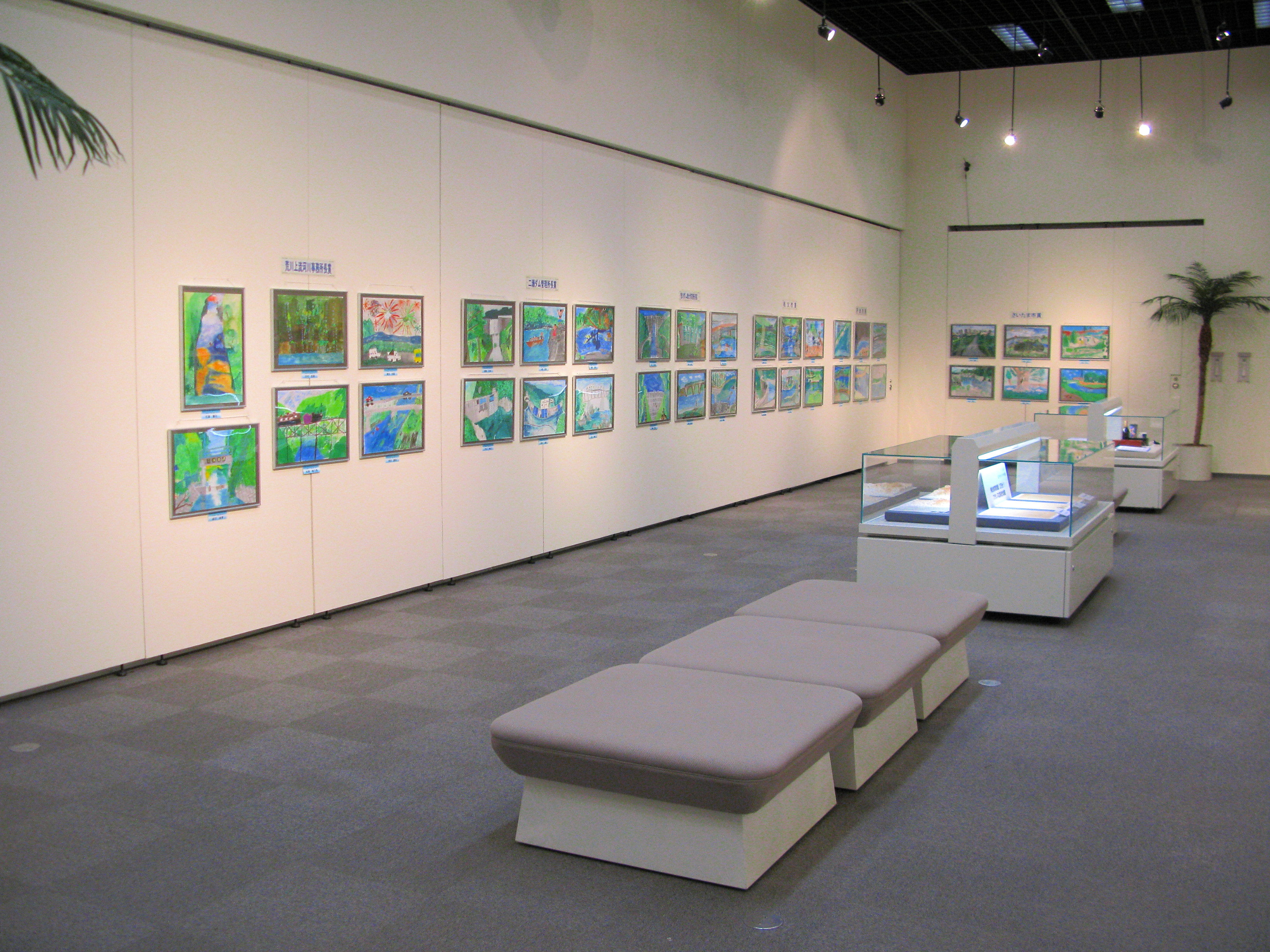
第2展示室

### 館外
- 荒川大模型173

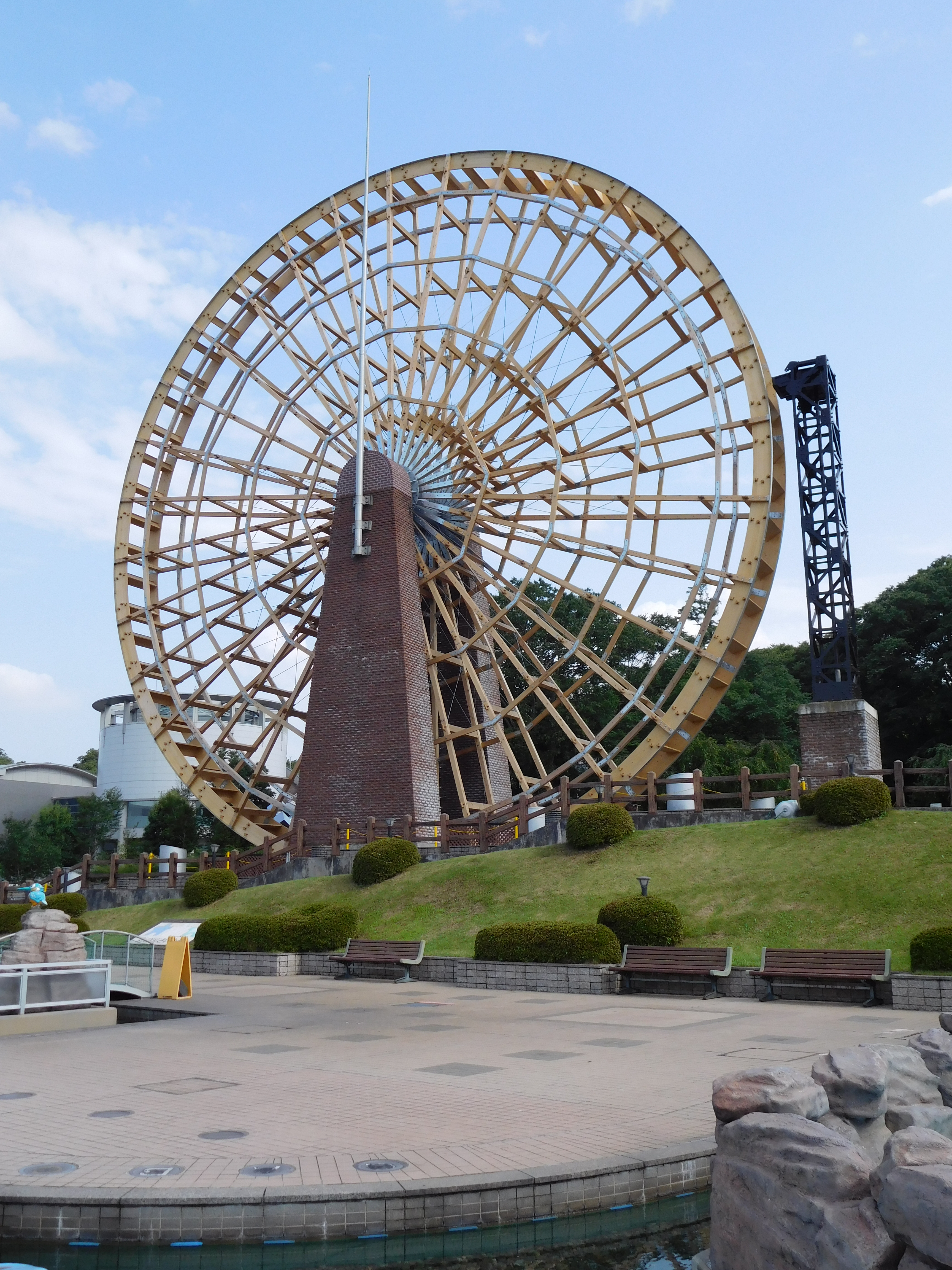
大水車（2019年7月）

  - 荒川の総延長が173kmあり、この173をとって名づけられたこの模型は、荒川の源流（甲武信岳）から河口（東京湾）までの流れと地形を1/1000に縮小して表現[2] した日本一の大型地形模型。2018年3月にリニューアルされた。
- 大水車
  - 1997年の開館当初は、直径23mの大水車として日本一の大きさを誇ったが、2004年に岐阜県恵那郡山岡町（現・恵那市）で直径24mの大水車が完成して「日本第2位」の大きさとなった。老朽化で2015年に休止。2019年2月に解体された後、西川材のヒノキを使って建て替えられ、同年7月末に再稼働。直径24.2mと再び日本一の大水車となった[2]。
- 大陶板画『行く春』
  - 川合玉堂の重要文化財『行く春』を、長さ21.6m、高さ5.04mの大陶板画（信楽焼）にして展示。屋外に展示した日本画の大型美術陶板としては、日本一の大きさ。
- 水車小屋広場
  - 埼玉県内に残っていた水車を解体して、この博物館敷地内で再現。皆野のコンニャク水車と東秩父の精米水車の二つの復元小屋。
- 渓流観察窓
  - 荒川に棲息する魚が観察できるミニ水族館。毎週土・日・祝日は魚に餌をあげる体験ができる。
- 展望塔
  - そよかぜ展望台とも呼ばれ、かわはく敷地内や荒川の流れを一望できる。冬になると谷川連峰、赤城山、男体山を眺めることもできる。
- 噴水広場
  - 美しい水の造形を作り出す噴水群がある。その横には「たきたき島」と「ちゃぷちゃぷ島」が設置され夏期には親水施設として利用できる。
- 荒川わくわくランド
  - 水の科学的性質の流力、浮力、圧力、抵抗等を学習しながら体験出来るウォーターアスレチック。
- レストハウス
  - 1階は無料で利用できる休憩ホール、ミュージアムショップ「コパン」があり、2階には客席数90席の大水車を望むレストランがある。

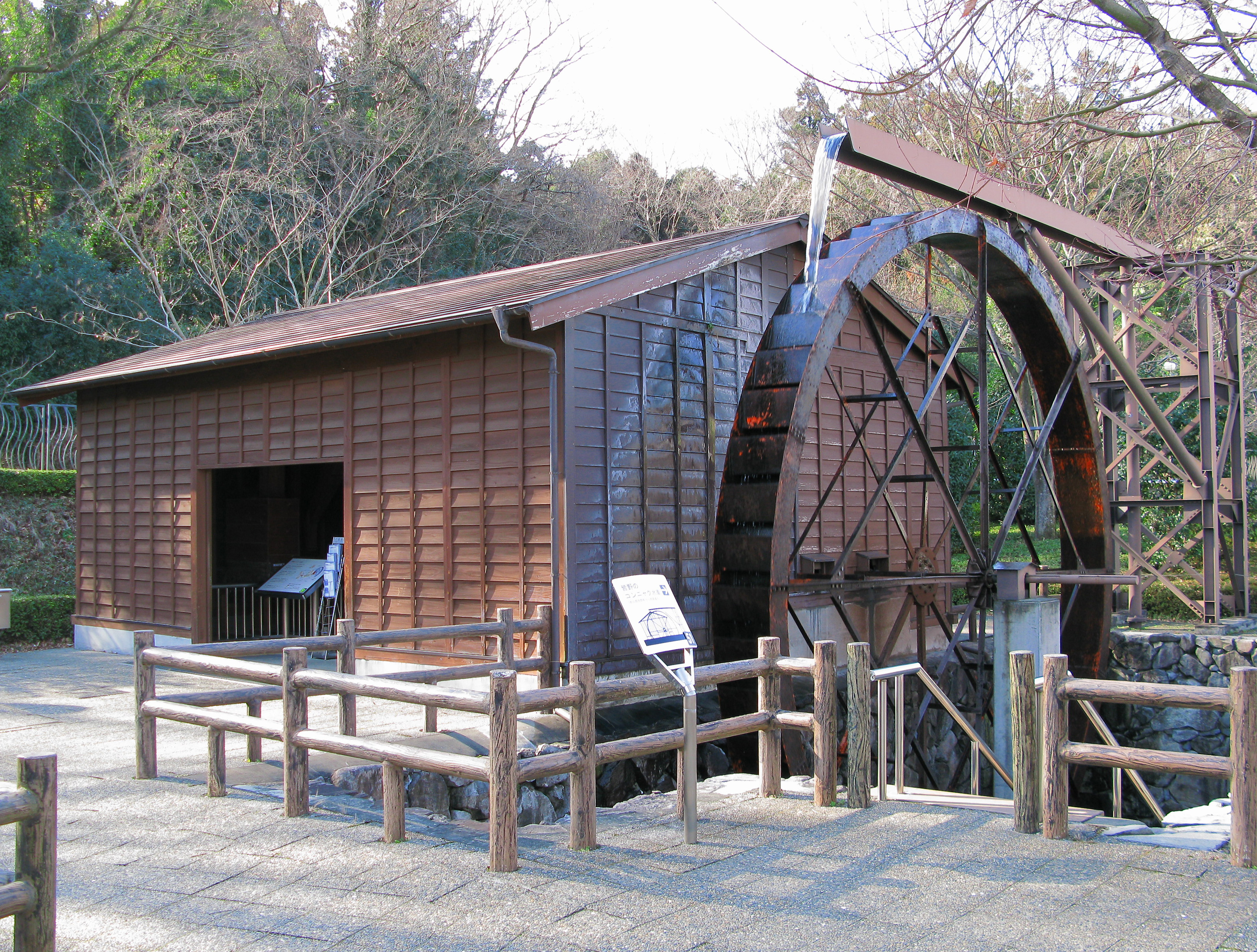
皆野のコンニャク水車
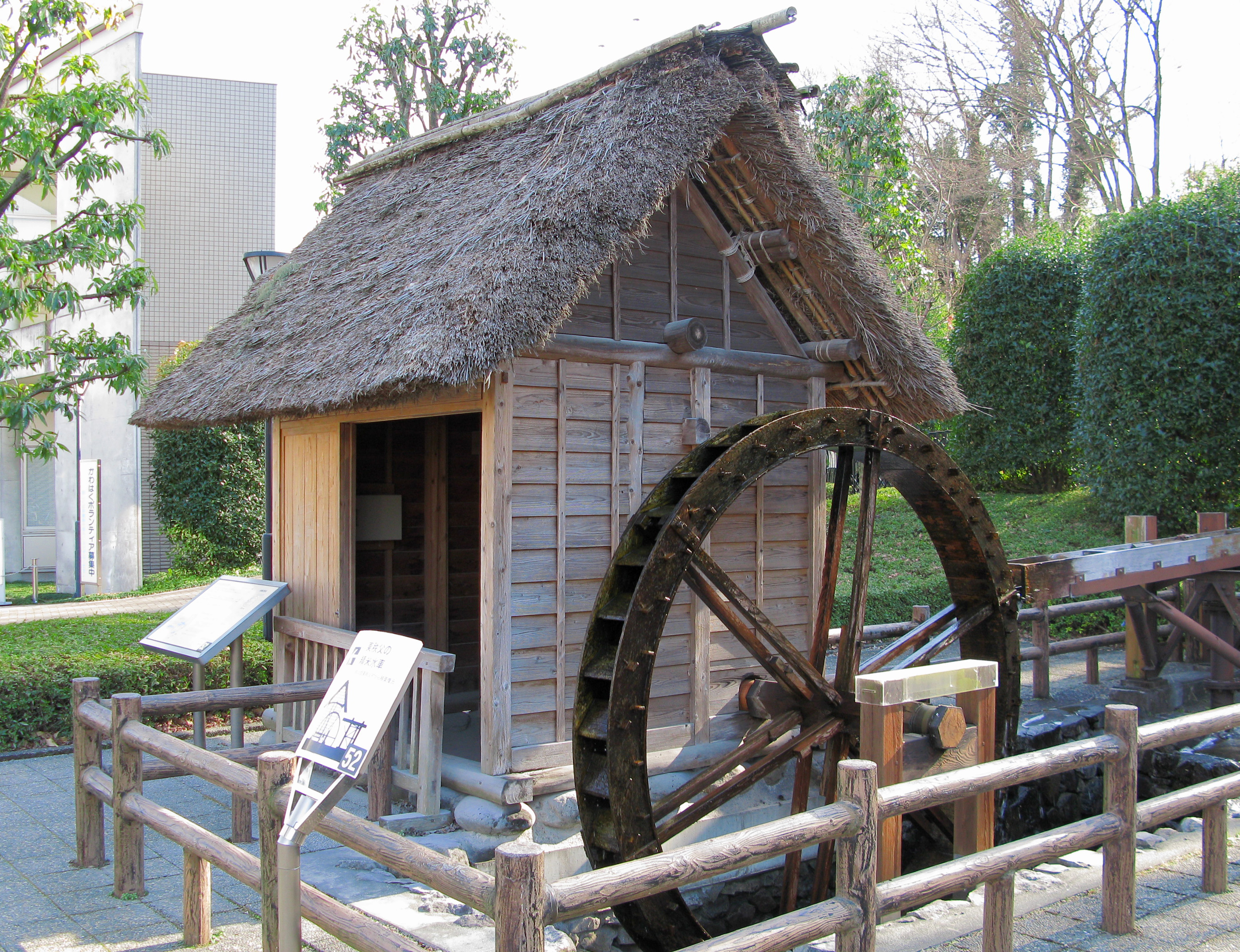
東秩父の精米水車
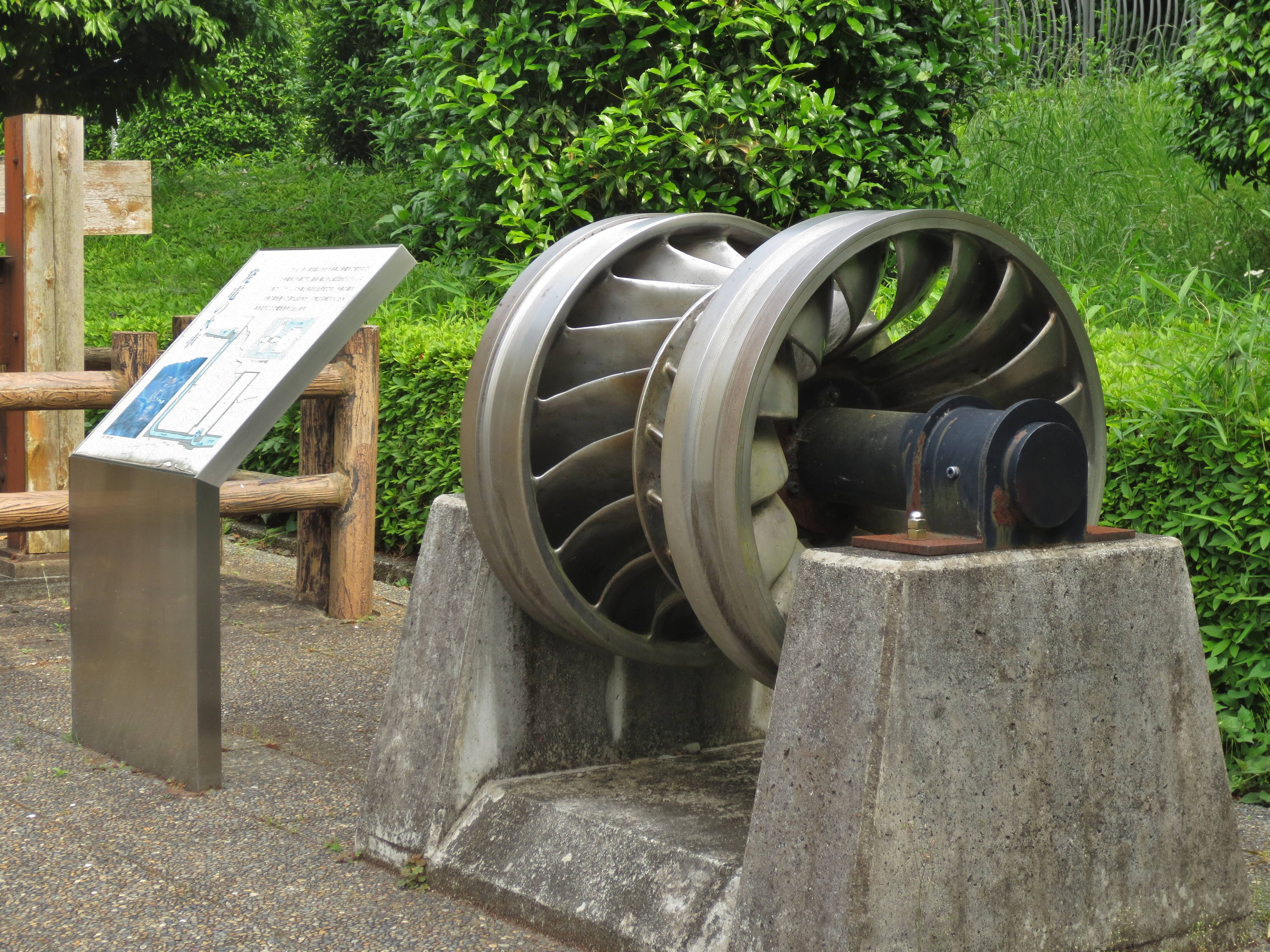
大洞第二発電所向けフランシス水車
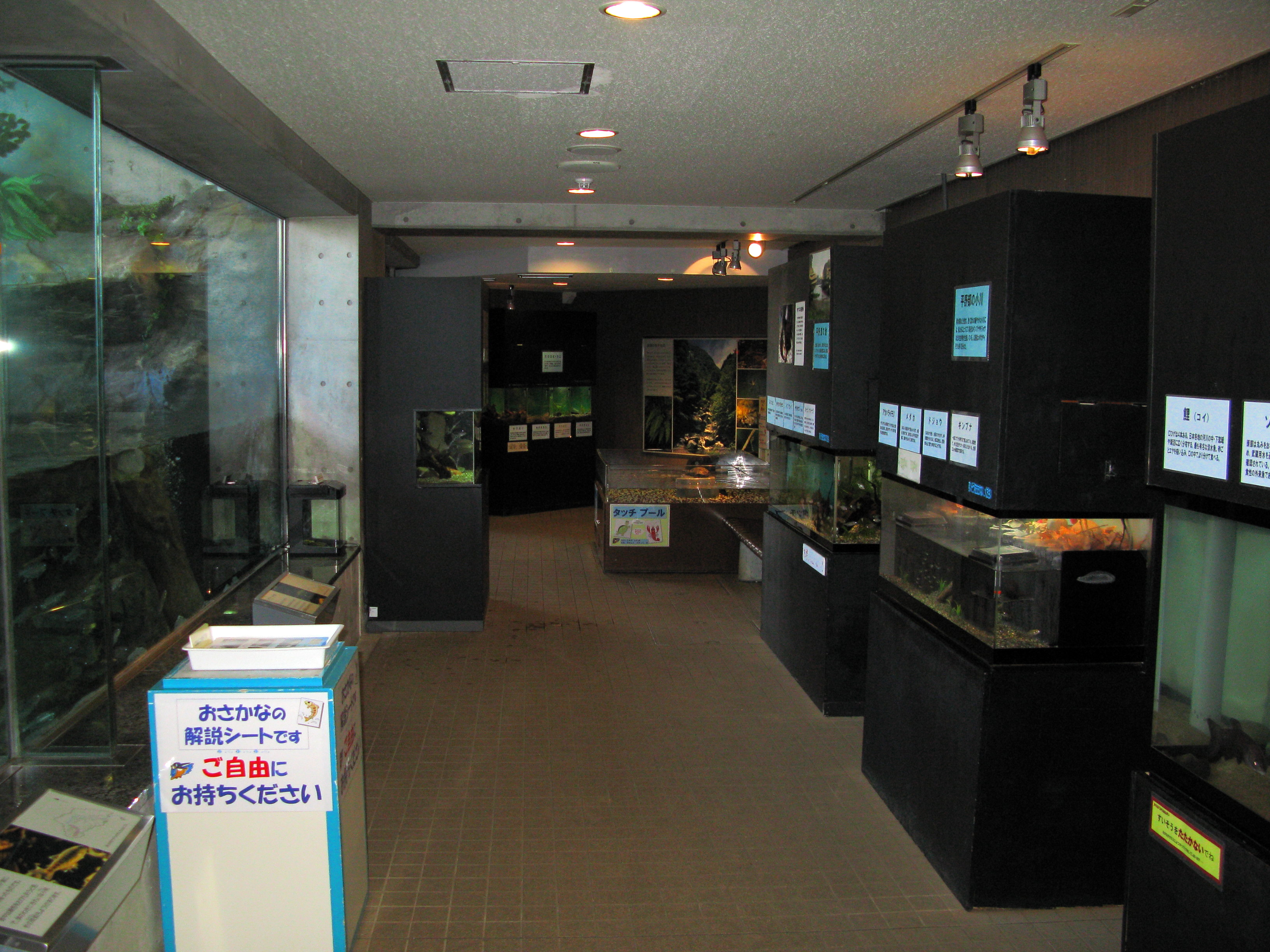
渓流観察窓